# 1. FC Schöneberg
1. FC Schöneberg is een Duitse voetbalclub uit het Berlijnse stadsdeel Berlin-Schöneberg. De club ontstond in 1991 door een fusie tussen VfL Schöneberg 1930 en SpVgg Schöneberg 1913.

## Geschiedenis
SpVgg Schöneberg werd op 1 april 1913 opgericht. De club speelde in 1927/28 in de tweede divisie van de Brandenburgse voetbalcompetitie. Hierna behaalde de club geen noemenswaardige resultaten meer tot de club in 1991 fuseerde met VfL.
VfL Schöneberg was in 1930 ontstaan door een fusie tussen Fichte 1919 Charlottenburg, TSV Schöneberg en FT Schöneberg. Na de Tweede Wereldoorlog werden alle clubs ontbonden. De club werd heropgericht als SG Schöneberg Mitte en in 1949 nam de club opnieuw de naam VfL Schöneberg aan. In 1950 was de club medeoprichter van de Amateurliga Berlin en eindigde in het eerste seizoen op een gedeelde tweede plaats en zag de promotie voorbij gaan door een slechter doelsaldo dan BFC Nordstern. Een jaar later degradeerde de club. De club keerde eenmalig terug in 1955/56 en werd toen laatste.
In 1966 kon de club opnieuw promotie afdwingen, maar inmiddels was de Amateurliga wel nog maar de derde klasse. De club eindigde samen met BFC Viktoria 1889 op een degradatieplaats, maar werd gered door een beter doelsaldo dan de traditieclub. Het volgende seizoen eindigde de club in de middenmoot, maar in 1969 volgde een nieuwe degradatie. Hierna speelde de club in de lagere reeksen. 
In 1991 fuseerden VfL en SpVgg tot 1. FC Schöneberg. Deze club bleef ook actief in de lagere reeksen. Enkel in 2017/18 kon de club één seizoen in de Berlin-Liga spelen, intussen nog maar de zesde hoogste klasse. In 2022 degradeerde de club naar de Bezirksliga.